# Гебхард, Фёдор Фёдорович
Фёдор Фёдорович Гебхард (собственно Фридрих Альберт Гебхард, нем. Friedrich Albert Gebhard; 15 (26) июля 1781, Хельдрунген — 18 (30) апреля 1861, Москва) — российский немецкоязычный актёр, оперный певец (бас), драматург, театральный деятель.
В возрасте 16 лет сбежал из родительского дома, чтобы играть на сцене. Дебютировал в Веймаре, в 1799 году перебрался в Митаву. В 1801—1830 гг. работал, в основном, в немецком театре в Санкт-Петербурге, выступая и как драматический актёр, и как оперный певец (бас). В промежутках в 1803 году играл в Рижском городском театре, в 1805—1806 и 1820—1822 гг. работал в Ревеле, в первый раз как актёр, во второй раз как директор театра. В 1831—1833 гг. возглавлял театр в Бамберге, затем вернулся в Россию и до 1834 г. работал в Москве.
Автор многочисленных комедий, дебютировал как драматург в 1809 году пьесой «Девица Бригитта, или Кого он собирается похитить?» (нем. Jungfer Brigitta, oder Wen wird er entführen?). Написал также ряд оперных либретто, в том числе для оперы Карла Трауготта Эйзериха «Фелиция» (1818); в том же году написал немецкое либретто для оперы Алексея Титова «Ям». Публиковал стихи, анонимно выпустил в Германии роман из русской жизни «Арина и Василий» (нем. Arina und Wasili; 1837), напечатал биографический очерк о Джоне Филде.
Был женат с 1805 года на актрисе и певице Марии Хедвиг фон Штейн. Среди их пятерых детей — художница-миниатюристка Минна (Вильгельмина) Фёдоровна Гебхард (1809—1888) и певица Полина Фёдоровна Гедике, бабушка Александра Гедике и братьев Николая, Александра и Эмилия Метнеров. Брат, Иоганн Кристиан Гебхард (1786—1852) — музыкант, играл в оркестрах Санкт-Петербурга и Выборга, затем руководил военным оркестром в Тавастгусе; его внуки — художник Альберт Гебхард и экономист Ханнес Гебхард.